# Senice na Hané
Senice na Hané è un comune della Repubblica Ceca facente parte del distretto di Olomouc, nella regione di Olomouc.